# Anmitsu

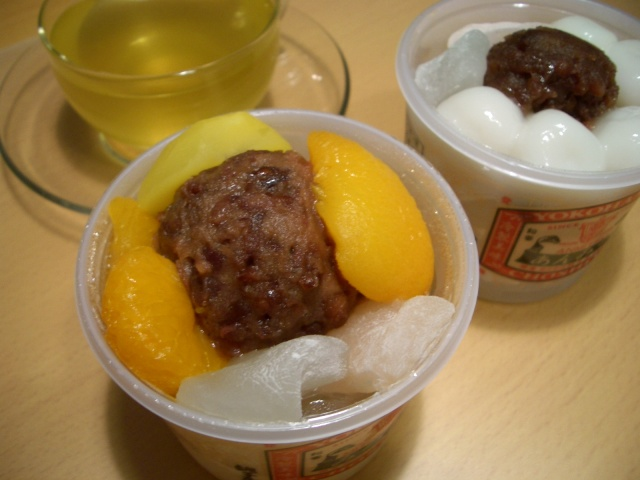
Anmitsu.

El anmitsu es un postre japonés que ha sido popular durante muchas décadas. Se elabora con pequeños cubos de agar-agar, una gelatina blanca traslúcida hecha de algas rojas o verdes. El agar-agar se disuelve con agua (o zumo como el de manzana) para hacer gelatina. Se sirve entonces en un cuenco con anko (a lo que alude el an del nombre), guisantes cocidos, a menudo gyūhi y diversas frutas, como melocotón, mikan, piña y cereza. El anmitsu suele presentarse con un cuenco pequeño de jarabe negro dulce o mitsu (a lo que alude el nombre), que se vierte sobre la gelatina antes de comerla. El anmitsu suele comerse con cuchara y tenedor.
Existen unas pocas variantes de este postre. El mitsumame es anmitsu con anko, aludiendo el mame a los guisantes que se sirven con el sirope y el anko. También puede servirse con helado encima. También es común usar shiratama dango para cubrirlo.
- Datos: Q557968
- Multimedia: Anmitsu / Q557968